# 콘빅션
《콘빅션》(영어: Conviction)는 2016년부터 2017년까지 방영된 미국의 법률 드라마이다.